# Beaufortia intermedia
Beaufortia intermedia är en fiskart som beskrevs av Tang och Wang, 1997. Beaufortia intermedia ingår i släktet Beaufortia och familjen grönlingsfiskar. Inga underarter finns listade.